# Lord Vinheteiro
Fabrício André Bernard Di Paolo (São Paulo, 22 de janeiro de 1980), conhecido profissionalmente como Lord Vinheteiro ou simplesmente Vinheteiro, é um pianista, engenheiro de som, radialista, youtuber e músico ítalo-brasileiro. Ele é conhecido por apresentar vídeos onde comenta sobre músicas e técnicas de piano no seu canal do YouTube. Entre 2018 e 2020 fez parte do elenco do programa Pânico, da rádio Jovem Pan FM.

## Carreira
Vinheteiro começou o aprendizado na área musical quanto tinha 8 anos, por meio de aulas particulares de violino e piano. Posteriormente, ingressou como aluno no Instituto de Artes da Universidade Estadual Paulista (UNESP), onde aperfeiçoou suas técnicas, porém não concluiu a graduação completa. Além de pianista, Lord Vinheteiro também é um produtor musical e engenheiro de som, sabendo tocar baixo, violão, bateria, sanfona e cravo.
Paralelamente, Vinheteiro também é formado em medicina veterinária, contudo devido às suas atribuições como músico, jamais conseguiu realmente atuar profissionalmente como veterinário.
Em 2008, ele criou um canal no YouTube denominado Lord Vinheteiro, o qual se tornou internacionalmente conhecido em decorrência de apresentar versões de famosas músicas de filmes e programas de TV tocadas em piano; embora não componha nenhuma obra original. Posteriormente, passou a utilizar seu canal como meio de divulgação e debate sobre técnicas musicais e demonstrações sobre as formas como a música tem se alterado com o passar dos anos. Desta forma, ganhou ampla projeção em diversos meios de mídia, sendo inclusive convidado para apresentações na China junto a músicos locais.

## Polêmicas
Em 2020, Lord Vinheteiro produziu um vídeo viral no qual associou o funk carioca a fezes, sendo alvo de críticas do cantor MC Poze do Rodo. Posteriormente, também fez críticas à cantora Anitta, afirmando que "a música dela é bem produzida, mas não é boa".

## Golpe
Em novembro de 2024, Vinheteiro afirmou em suas redes sociais que havia sofrido um golpe que o fez perder uma carteira digital com 4 bitcoins, que na época equivalia à quantia de R$ 2,1 milhões. Após o ocorrido, Lord Vinheteiro foi hospitalizado por um quadro grave de estresse.